# Centrale hydroélectrique de Monjolinho
La centrale hydroélectrique de Monjolinho est la première centrale hydroélectrique de l' État de São Paulo, la deuxième du Brésil et de l'hémisphère sud. La centrale a été mise en service en juillet 1893 et est toujours en activité aujourd'hui. Il y a un musée sur le site de la centrale. 
Inactive pendant sept ans, elle fut remise en service par la Companhia Paulista de Força e Luz avec une <capacité de 600 kW (0,6 MW). 
Elle se situe sur la Fazenda Cascatinha, à 7 km de la route municipale qui relie São Carlos à l'usine de canne à sucre de Serra, au niveau du kilomètre 228 de la route SP-310 de la municipalité de São Carlos. Il existe un autre chemin pour y accéder, accessible à partir de la rue Geraldo dos Santos Triques. Elle a joué un rôle majeur dans le développement de la ville. 